# Aszteria
A görög mitológiában Asztéria vagy Asztérié (/əˈstɪəriə/ asz-TEAR-ee-ə; ógörögül: Ἀστερία vagy Ἀστερίη, latinul: Astería, Asteríē, jelentése: „a csillagoké, csillagos”) Kóiosz (Polosz) és Phoibé titánok lánya, valamint Létó testvére volt. Hésziodosz szerint Asztéria a titán Perszésszel egyetlen gyermeket, Hekatét, a boszorkányság istennőjét nemzette. Más források szerint Asztéria Zeusszal Hekaté és a negyedik Héraklész anyja lett.
Asztéria különösen ismert arról, hogy Zeusz üldözte őt szerelmes vágyaitól hajtva. Hogy elkerülje Zeusz közeledését, madárrá, majd vándorló szigetté változott. Amikor testvére, Létó – aki Zeusz gyermekeit hordta – vajúdni kezdett, Asztéria volt az egyetlen hely a földön, amely menedéket nyújtott neki, szembeszegülve Héra tiltásával. Miután Artemisz és Apollón megszülettek rajta, a sziget a Délosz nevet kapta, és Apollón szent földjévé vált.

## Eredet
Asztéria már a Kr. e. 8. században megjelenik Hésziodosz Istenek születése című művében, amelyben szülei, testvére és lánya vonatkozásában említik. Az elem, miszerint Asztéria Zeusz elől menekülve vált Délosszá, valószínűleg Kallimakhosztól származik. Asztéria Déloszként már Pindarosz műveiben is ismert, de nem világos, hogy a sziget és Zeusz közötti történetet ismerte-e. A Himnusz Apollónhoz, amely Létó utazását és Apollón születését meséli el, Pindaroszt és Kallimakhoszt is megelőzi, de nem utal Asztéria és Létó testvériségére, ahogyan Hésziodosz sem teszi Délosz kapcsán.

## Etimológia
Az „Asztéria” (ógörögül Ἀστερία, Astería) név a görög ἀστήρ (astḗr) szóból származik, amely „csillagot” jelent. Az ἀστήρ maga az indoeurópai *h₂ster- („csillag”) gyökből ered, amely a h₂eh₁s- („égni”) tőből származik. Asztéria neve etimológiailag összefügg unokatestvére, Asztraiosz, és annak lánya, Asztraia nevével.

## Család
Minden fennmaradt forrás szerint Asztéria a Titánok, Phoibé és Kóiosz lánya, valamint Létó fiatalabb testvére. Kronosz trónfosztása előtt Asztéria feleségül ment unokatestvéréhez, Perszészhez, és megszületett egyetlen gyermekük, Hekaté. Egy Múzsának tulajdonított változatban Asztéria nem Perszésztől, hanem Zeusz által lett Hekaté anyja.

## Mitológia
Asztéria részt vett a Gigászok elleni harcban (Gigantomakhia), amit a Pergamon-oltár frízei is ábrázolnak, ahol anyja, Phoibé mellett küzd a Gigászok ellen.

### Zeusz és Délosz
Asztéria az Olümposz lakója volt, és testvéréhez, Létóhoz hasonlóan Zeusz szerelme volt. Miután Zeusz teherbe ejtette Létót, Asztéria lett a következő célpontja. Hogy elkerülje Zeusz közeledését, aki sas alakjában üldözte, Asztéria fürjjé (ortux) változott, és az Égei-tengerbe vetette magát. Ott Asztéria egy szigetté alakult át, amely „csillagként hullott alá az égből”, vagy „fürj-szigetté” vált (Ortygia).
Ez a sziget később Déloszként azonosult, amely az egyetlen hely volt, amely menedéket nyújtott Létónak, amikor Zeusz gyermekeit várva Héra üldözte őt. Hyginus szerint Létót Zeusz parancsára Boreasz, az északi szél vitte a lebegő szigetre, ahol egy olajfába kapaszkodva szülte meg Apollónt és Artemisz isteneket.
Héra, bár dühös volt Asztériára, amiért szembeszállt vele és menedéket nyújtott Létónak, nem ártott neki, mivel tisztelte, hogy Asztéria visszautasította Zeuszt, és inkább a tengerbe vetette magát, mint hogy megszentségtelenítse Héra házasságát. Asztéria ereje, hogy ellenálljon Héra fenyegetéseinek, szüleinek, a Titánoknak köszönhető.

### Egyéb mítoszok
Nonnusz egy másik történetet is hozzáadott, amelyben Zeusz üldözése után Poszeidón veszi át a hajszát. Poszeidón szenvedélyétől űzve Asztéria a tengerben bujkál, míg unokaöccse, Apollón segítségével végül mozdulatlan szigetté, Délosszá változik. Ez a narratíva csak Nonnusz műveiben jelenik meg, és valószínűleg az ő találmánya.
Egy ritka verzió szerint Asztéria Héraklész anyja volt Zeusz által. A föníciaiak fürjeket áldoztak Héraklésznek, mert amikor Líbiába ment, Typhón megölte őt, de Iolaosz egy fürjet tett mellé, amitől Héraklész visszanyerte életét.